# Зубачёв, Иван Николаевич
Ива́н Никола́евич Зубачёв (15 [28] февраля 1898 — 21 июля 1944) — советский офицер, капитан, руководитель обороны Цитадели Брестской крепости в районе Холмских ворот.

## Биография
Родился 28 февраля 1898 года в селе Подлесная Слобода Зарайского уезда Рязанской губернии (в настоящее время Луховицкий район Московской области) в семье крестьянина-бедняка, затем работавшего на Коломенском машиностроительном заводе. Работал кузнецом на том же заводе.
В 1918 году вступил в РКП(б). Курсант Первых московских пулемётных курсов, затем воевал на Южном и Западном фронтах. После окончания Гражданской войны на службе в РККА.
Участник советско-финской войны в звании капитана и должности командира батальона 44-го полка, затем заместитель командира полка по хозяйственной части. Полк с мая 1941 года дислоцировался в Брестской крепости.
С немецким нападением 22 июня ввиду того, что командир полка П. М. Гаврилов был отрезан со своим отрядом в Кобринском укреплении, возглавлял оборону на участке полка. 24 июня на собрании командиров назначен командиром сводной группы обороны крепости (фактически начальником обороны Цитадели); его заместителем был назначен полковой комиссар Е. М. Фомин, о чём был составлен «Приказ № 1». На этом совете категорически выступил против планов прорыва, полагая, что Красная Армия скоро должна перейти в контрнаступление и вернуться, и задача гарнизона — оборонять до этого момента крепость.
30 июня раненым взят в плен в развалинах штабного каземата.
Умер в лазарете лагеря для военнопленных Нюрнберг-Лангвассер (шталаг XIII D) 21 июля 1944 года.

## Награды и звания
В 1957 году Иван Николаевич Зубачев был награждён орденом Отечественной войны I степени посмертно.

## Память

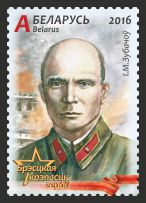
Почтовая марка Беларуси, посвящённая И. Н. Зубачёву. 2016 г.

- Улица и переулки Зубачёва в Минске[4].
- Улица Зубачева в Бресте.
- Улица Зубачева городе Луховицы Московской области.
- В селе Подлесная Слобода Луховицкого района установлен памятник Зубачёву.
- 22 июня 2016 года Белпочтой выпущена в обращение марка «И.Н. Зубачев»[5].

## В кино
- 2010 год — в фильме «Брестская крепость» его сыграл актёр Сергей Цепов.
- 2010 год — документально-игровой фильм Алексея Пивоварова «Брест. Крепостные герои» (НТВ)